# Martin Davidson

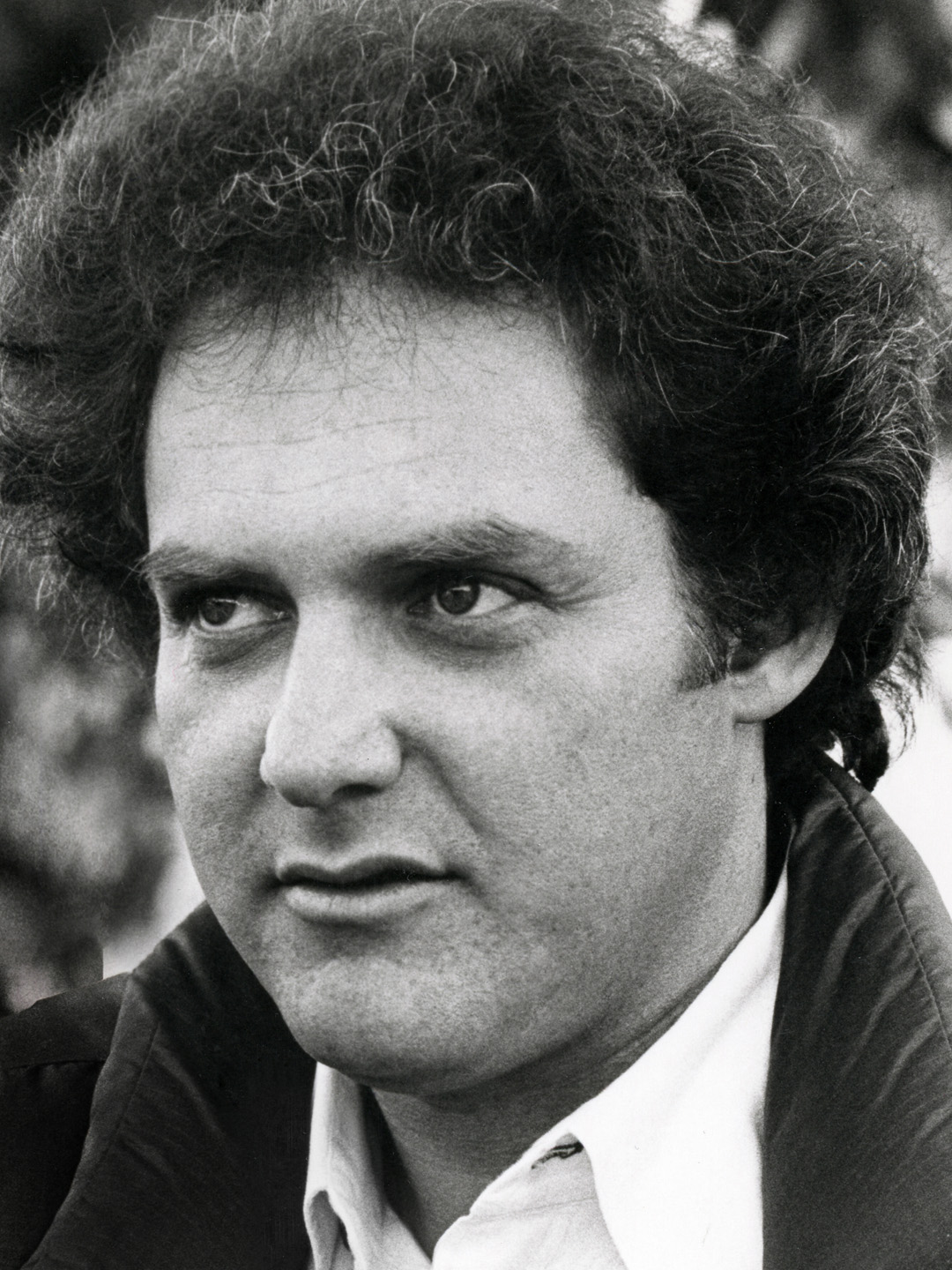
Martin Davidson 1978

Martin Davidson (* 7. November 1939) ist ein amerikanischer Drehbuchautor, Produzent sowie Film- und Fernsehregisseur. Nach dem Besuch der American Academy of Dramatic Arts war er vier Jahre lang als Schauspieler in Off-Broadway-Shows und am regionalen Theater tätig, wobei er auf fünf Tourneen zurückblickt. Sein Regiedebüt war „The Lords of Flatbush“ (1974) mit Sylvester Stallone, Henry Winkler und Susan Blakely in den Hauptrollen. Für seinen Film „Long Gone“ wurde er mit einem ACE Award ausgezeichnet.
Er ist mit der Wohnungs- und Restaurantdesignerin Sandy Davidson verheiratet.

## Filmografie

### Film
- 1974: Brooklyn Blues – Das Gesetz der Gosse (The Lords of Flatbush)
- 1978: If i ever see you again
- 1978: Almost Summer
- 1980: Ein wahrer Held
- 1983: Eddie und die Cruisers
- 1989: Heart of Dixie
- 1992: Hard Promises
- 2000: Looking for an Echo

### Fernsehen
TV-Serien
- 1984: Call to Glory (Episode: "Cover Story")
- 1985: Our Family Honor (4 Episoden)
- 1986: Heart of the City (Episode: "Working without a Net")
- 1990: Law and Order (Episode: "By Hooker, by Crook")
- 1991: My Life and Times (Episode: "Milenium"), The Late Show (Episode: "Tokyo Newton")
- 1993: Picket Fences – Tatort Gartenzaun (Episode: "Fetal Attraction")
- 1996: Chicago Hope – Endstation Hoffnung (Episode: "Hearts and Minds")
- 2000: Für alle Fälle Amy (Episode: "Instincts")

Fernsehfilme
- 1987: Long Gone
- 1992: A Murderous Affair: The Carolyn Warmus Story
- 1995: Herz einer Unbeugsamen (Follow the River)
- 1996: Every Woman`s Dream
- 2007: From Ranch to Raunch